# لیز لوگران
لیز لوگران (فرانسوی: Lise Legrand‎؛ زادهٔ ۴ سپتامبر ۱۹۷۶) کشتی‌گیر آزاد زن اهل فرانسه بود.
وی در مسابقات کشوری و بین‌المللی در مجموع برندهٔ ۲ مدال برنز شده‌است.